# Uriburu (La Pampa)
Uriburu es una localidad en la provincia de La Pampa, Argentina, dentro del departamento Catriló, a la vera de la RN 5 en el km 568 de la misma. La jurisdicción del municipio comprende la localidad de La Gloria y su zona rural se extiende también sobre el departamento Quemú Quemú.

## Historia
Administrativamente la población dependió mucho tiempo de Santa Rosa, pero el 21 de octubre de 1915 con la división de la provincia en departamentos, Uriburu quedó como cabecera del actual departamento Catriló. Previo a este hecho se instalaron los organismos oficiales como el registro Civil y el Juzgado de Paz. En 1903 se fundó la Escuela N.º 24 que comenzó su trabajo en casas alquiladas. 
La atención de la salud logró a partir de 1959 contar con el Establecimiento Asistencial "Julio Tapia". En 1945 se fundó la cooperativa local de energía eléctrica que actualmente forma parte de la red de la Cooperativa Eléctrica de Santa Rosa. Según el censo del 2010 son 1500 los habitantes de esta comunidad
Es la primera ciudad argentina en tener un cruce de calle Qué hace referencia a los dos jugadores de fútbol más importante de la Argentina el Boulevard  Diego Armando Maradona cruza con la calle  Lionel Messi.

## Turismo

### Centro recreativo "Ojo de Agua"
El espejo de agua es utilizado como balneario y para practicar deportes acuáticos como windsurf, kitesurf, kayak y canotaje, entre otros. Asimismo, el bosque de caldén que habita su costa, brinda la posibilidad del contacto con la naturaleza y el avistaje de aves, que lo hacen único en la zona.

## Etimología
Su nombre homenajea al general Napoleón Uriburu, que participó en la Conquista del Desierto y fue gobernador del Territorio Nacional de Formosa.

## Población
Contó con 964 habitantes (Indec, 2010), lo que representó un incremento del 6,4% frente a los 906 habitantes (Indec, 2001) del censo anterior.
El censo nacional 2022 arrojó 1341 habitantes y 723 viviendas.
| Gráfica de evolución demográfica de Uriburu entre 1991 y 2022 |
|                                                               |
| Fuente: Censos nacionales del INDEC                           |